# Allauch
Allauch é uma comuna francesa na região administrativa da Provença-Alpes-Costa Azul, no departamento de Bouches-du-Rhône. Estende-se por uma área de 50,24 km². Em 2010 a comuna tinha 21 081 habitantes (densidade: 419,6 hab./km²).